# Andronic Comnène (fils d'Alexis Ier)
Ἀνδρόνικος Κομνηνός
Andronic Comnène (en grec :  Ἀνδρόνικος Κομνηνός), né le 18 septembre 1091  et décédé en 1130 ou 1131, est le second fils de l’empereur byzantin Alexis Ier. Militaire de carrière, il participe à la bataille de Philomelion contre les Seldjoukides. Lors du décès de son père il s’oppose à l’accession au trône de son frère ainé, Jean II. Il demeure toutefois à la cour et participe à au moins deux campagnes de son frère devenu empereur dans les Balkans. Il meurt de causes naturelles en 1130 ou 1131.

## Biographie
Andronic Comnène était le quatrième enfant et le deuxième fils de l’empereur byzantin Alexis Ier Comnène (r. 1081 - 1118) et de son épouse, l’impératrice Irène Doukaina; il fut appelé Andronic du nom de son grand-père maternel ,. Son père étant déjà empereur au moment de sa naissance, il avait la qualité de porphyrogennetos (porphyrogénète). On s’accorde généralement sur la date du 18 septembre 1091 comme étant celle de sa naissance,; toutefois, l’historien Basile Skoulatos fait remarquer que, dans un passage de l’Alexiade, rédigée par sa sœur ainée Anne Comnène, Andronic aurait été encore adolescent en 1116, ce qui ferait reporter sa naissance aux années 1099 ou 1100.
Il reçut le titre de sébastocrate, à la mort de son oncle Isaac et peu après son mariage si l’on en croit Jean Zonaras, alors qu’il atteignait sa majorité.
En 1116, Andronic Comnène commandait l’aile gauche de l’armée de son père à la bataille de Philomelion (aujourd'hui Akşehir, près de Konya Asie Mineure) contre les Seldjoukides. Au cours de la bataille il mena une charge vigoureuse contre ceux-ci, les poursuivant jusqu’à leur camp et s’emparant de la tente du sultan d’Iconium, Malikshah. Rapporté dans l’Alexiade, cet exploit est immédiatement suivi de la mention qu’Andronic mourut très jeune, ce qui a conduit certains historiens à conclure à tort qu’il avait été tué dans l’engagement,,.
Alors qu’Alexis Ier était à la veille d’expirer en aout 1118, Andronic, très près de sa sœur Anne qui était l’ainée des enfants d’Alexis et elle aussi porphyrogénète, se joignit à celle-ci et à leur mère l’impératrice Irène Doukaina pour que ce soit l’époux d’Anne, Nicéphore Bryenne, qui monte sur le trône et non leur frère puiné, Jean II (r. 1118-1143), troisième enfant, mais premier fils de l'empereur Alexis. Nicéphore Bryenne refusa cependant de se joindre à la conspiration et Jean II put, non sans difficultés, succéder à son père. Il se montra clément envers ses opposants et permit à Andronic de demeurer dans ses fonctions à la cour,. Quatre ans plus tard, en 1122, il commandait à nouveau les troupes de son frère dans une campagne contre les Petchenègues. Selon une monodie composée par Michel Italikos, il réussit à modifier le cours de la bataille et à assurer la victoire aux Byzantins en rassemblant les troupes qui s’enfuyaient, menaçant même le porte-étendard d’être exécuté sur le champ s’il ne restait pas sur sa position,. Selon une autre monodie de Théodore Prodromos, il aurait également participé à l’expédition victorieuse de Jean II contre le roi Étienne II de Hongrie (r. 1116 - 1131) en 1129,.
Andronic devait s’éteindre quelque part en Asie mineure en 1130 ou 1131. Sa mère et Nicéphore Bryenne accompagnèrent sa dépouille jusqu’à Constantinople. Au cours du voyage, une violente tempête s’éleva et le navire sur lequel ils voyageaient vint près de couler, mais parvint à regagner la capitale sans dégât. Le corps fut déposé après de grandioses funérailles d’État auprès de celui de son père au monastère du Christ philanthrope. Tant Michel Italikos que Théodore Prodromos écrivirent une monodie à cette occasion, Prodromos y ajoutant un long poème pour consoler l’impératrice-mère Irène dans sa douleur. Son attachement à sa sœur lui valut des mentions élogieuses dans l’Alexiade, et celui à leur mère dans l’œuvre des deux poètes de la cour qui appartenaient au cercle des intimes de l’impératrice Irène,.

## Famille
Si l’on en croit la Chronique des temps passés qui relate les négociations sur une entente matrimoniale entre Alexis Ier et Volodar prince de Peremyshl en 1104, son épouse, Irène,  aurait été une princesse slave, fille de ce dernier et aurait été, d’après le poète de la cour Théodore Prodromos d’une incomparable beauté. Protectrice des arts, elle donna à Constantin Manassès la commission de rédiger sa Chronique universelle (Χρονική σύνοψις) qui raconte l’histoire du monde depuis  la Création jusqu’à l’avènement d’Alexis Ier Comnène. Varzos croit qu’elle serait morte vers 1122, mais des recherches plus récentes  reportent son décès vers 1153. Le couple eut au moins un enfant connu, Alexis, lequel mourut en bas âge vers 1120 peu avant sa mère ,.
Il n’est pas impossible qu’il se soit remarié par la suite : un poème du Codex marcianus 524 fait état d’un sebastokrator du nom d’Andronic et de sa femme, la sebastokratissa, Anne. Il est probable toutefois qu’il s’agit de deux personnes distinctes. Le nom d’Andronic est également mentionné comme étant le père d’un certain Jean Doukas qui participa à un synode ecclésial le 6 mars 1166,. Il aurait également eu une fille prénommée Maria et possiblement une deuxième du nom d’Anne. Si leur mère fut effectivement Irène, le fait qu’elles ne soient pas mentionnées dans les monodies pourrait être dû soit à la volonté des poètes de souligner la descendance mâle, soit à leur décès en bas âge.